# Cilón
Cilón era un ambicioso noble ateniense, yerno del tirano de Megara, Teágenes, que llegó a ser nombrado arconte, y pensó que podría aplicar el mismo sistema político en su ciudad, Atenas. Así que hacia el 632 a. C. intentó un golpe de Estado, tomando la Acrópolis durante las Dipolias —festividad consagrada a Zeus Polieo con la ayuda de soldados de Megara, y de aristócratas atenienses. La presencia de soldados megarenses no gustó al pueblo ateniense, que opuso una resistencia masiva, y cercó a los invasores. Los pritanos de los naucraros, que gobernaban entonces la ciudad, prometieron respetar sus vidas si deponían su actitud. Tucídides y Plutarco también responsabilizan a los pritanos del crimen y no a los arcontes (corregido por Tucídides en i.126.8): su relato omite toda referencia al lugar donde ocurrió la masacre y cita a los nueve arcontes como responsables de la muerte de los suplicantes. Según B. Jordan, tendría razón Tucídides, que corregía a Heródoto, que se basaría en una fuente proalcmeónida que intentaba exculpar a los Alcmeónidas.
Las respuestas a la impiedad cometida por Cilón, constituía un acto de violencia en un santuario: el asesinato por los magistrados de los suplicantes «cilonianos» en los altares de las Semnai, mientras que en las Dipolias un funcionario sacrificaba un buey en el altar de Zeus Polieo y después huía de la escena. Tanto en las Dipolias como en el relato sobre Cilón sigue un juicio para determinar quién es culpable de las muertes en el santuario, para identificar la fuente de polución, es decir, de la impureza sacral. El juicio está atestiguado en la Constitución de los atenienses, por lo tanto, no debe ser considerado como una invención de Plutarco, según la opinión de F. S. Naiden. El juicio que purificó la ciudad implicaba la expulsión del culpable, igual que en las Dipolias el cuchillo del sacrificio era expulsado de la ciudad y purificado con agua de mar.
La posibilidad de que sucediera durante otras festividades, las Diasia, es transmitida por Heródoto y criticada por Tucídides.
Cilón escapó, siendo el resto de sus seguidores asesinados por el arconte Megacles I, cabeza de la familia Alcmeónidas, aun después de haberles jurado respetar la vida si se rendían, motivo por el que fue expulsado posteriormente de Atenas, y por el que se lanzó la maldición de los Alcmeónidas sobre él y sus descendientes, ya que su acción atrajo también sobre Atenas una impureza de considerable trascendencia política.
Obtuvo una victoria en la doble carrera, llamada díaulos, en Olimpia, en la Olimpíada 35 (640 a. C.) Pausanias acredita que en la Acrópolis había una estatua del conspirador, presumiblemente una ofrenda expiatoria por su muerte. Sin embargo, la existencia de dicha escultura podría contradecir el relato tucidídeo en el que Cilón consigue escapar, pero concordaría con la explicación narrada por Heródoto sobre su muerte. El asedio a los conspiradores en la Acrópolis, incluso su asesinato, es consecuentemente retratado como un acto oficial de la polis, llevada a cabo por sus magistrados legítimos. Sin embargo en el juicio parece que únicamente los Alcmeónidas fueron maldecidos.
En suma, comúnmente se considera la conspiración de Cilón como el primer acontecimiento cierto de la historia de Atenas, aunque su lectura sea la de un relato mítico o ritual. Esto no menoscaba la historicidad real del caso, sin embargo, como las tradiciones orales que relatan acontecimientos históricos, como rutina, hacen uso de tales tropos para estructurar sus relatos.

## Posibles restos arqueológicos de la masacre de los suplicantes
Las excavaciones de 2016 en el puerto de Fáliro han sacado a la luz una necrópolis que incluye una fosa común con 80 esqueletos de varones jóvenes maniatados, datada en el tercer cuarto del siglo VII a. C. Se presume que los cadáveres corresponden a los participantes en la revuelta de Cilón, que se entregaron pero fueron ejecutados.